# Michaił Burcew
Michaił Iwanowicz Burcew (ros. Михаил Иванович Бурцев, ur. 21 czerwca 1956 w Moskwie, zm. 16 października 2015 tamże) – radziecki szermierz, szablista, wielokrotny medalista igrzysk olimpijskich i mistrzostw świata.
Na igrzyskach olimpijskich w Montrealu w 1976 roku reprezentacja ZSRR w składzie: Wiktor Sidiak, Władimir Nazłymow, Wiktor Krowopuskow, Michaił Burcew i Eduard Winokurow zdobyła drużynowo złoty medal. Indywidualnie nie startował. Podczas rozgrywanych cztery lata później igrzysk olimpijskich w Moskwie w 1980 roku wspólnie z Wiktorem Sidiakem, Władimirem Nazłymowem, Wiktorem Krowopuskowem i Nikołajem Alochinem ponownie zwyciężył w zawodach drużynowych. W rywalizacji indywidualnej wywalczył srebrny medal, przegrywając tylko z Wiktorem Krowopuskowem. Brał również udział w igrzyskach olimpijskich w Seulu w 1988 roku, razem z Siergiejem Mindirgasowem, Heorhijem Pohosowem, Andriejem Alszanem i Siergiejem Koriażkinem zajmując drugie miejsce w rywalizacji drużynowej. W zawodach indywidualnych tym razem nie startował.
Podczas mistrzostw świata w Buenos Aires w 1977 roku razem z Władimirem Nazłymowem, Aleksandrem Nikiszynem, Wiktorem Bażenowem i Chusiejnem Ismaiłowem zdobył złoty medal w turnieju drużynowym. W konkurencji tej zdobywał następnie złote medale na mistrzostwach świata w Melbourne (1979), mistrzostwach świata w Wiedniu (1983), mistrzostwach świata w Barcelonie (1985), mistrzostwach świata w Sofii (1986) i mistrzostwach świata w Lozannie (1987), srebrne podczas mistrzostw świata w Hamburgu (1978) i mistrzostw świata w Clermont-Ferrand (1981) oraz brązowy na mistrzostwach świata w Rzymie (1982). Ponadto na mistrzostwach świata w Hamburgu w 1978 roku zajął indywidualnie drugie miejsce (za Krowopuskowem) oraz trzecie na mistrzostwach świata w Melbourne rok później (za Władimirem Nazłymowem i Wiktorem Krowopuskowem).
Po zakończeniu kariery pracował jako trener w Moskwie. W 1992 był trenerem szablistów wspólnej reprezentacji.

## Starty olimpijskie (medale)
Montreal 1976
- szabla drużynowo –  złoto

Moskwa 1980
- szabla drużynowo –  złoto
- szabla indywidualnie –  srebro

Seul 1988
- szabla drużynowo –  srebro